# Rafael Fente-Damers
Rafael Fente-Damers (* 17. Oktober 2006 in Houston) ist ein französischer Schwimmer. Bei Olympischen Spielen erschwamm er 2024 eine Bronzemedaille.

## Sportliche Karriere
Der in den Vereinigten Staaten geborene Rafael Fente-Damers hat einen spanischen Vater und eine französische Mutter. In Frankreich startete er 2024 für die Dauphins D’Annech.
2023 erschwamm Fente-Damers bei den Junioreneuropameisterschaften die Bronzemedaille über 100 Meter Freistil. Hinzu kam die Silbermedaille mit der 4-mal-100-Meter-Freistilstaffel und mit der 4-mal-200-Meter-Freistilstaffel. Mit der 4-mal-100-Meter-Lagenstaffel wurde er Dritter. Ebenfalls Bronze gewann er mit der 4-mal-100-Meter-Mixed-Freistilstaffel.
Bei den Olympischen Spielen 2024 in Paris schied die 4-mal-100-Meter-Freistilstaffel mit Hadrien Salvan, Rafael Fente-Damers, Guillaume Guth und Wizzam-Amazigh Yebba mit der 12. Vorlaufzeit aus. Über 100 Meter Freistil verfehlte Fente-Damers als 23. der Vorläufe den Halbfinaleinzug um 0,42 Sekunden. Die Lagenstaffel mit Yohann Ndoye-Brouard, Léon Marchand, Clément Secchi und Rafael Fente-Damers erreichte das Finale mit der schnellsten Vorlaufzeit. Im Endlauf schwammen Ndoye-Brouard, Marchand, Maxime Grousset und Florent Manaudou drei Sekunden schneller als die Vorlaufstaffel. Damit wurden die Franzosen Dritte hinter dem Chinesen und dem US-Team, das 0,37 Sekunden vor den Franzosen anschlug. Alle sechs beteiligten Franzosen erhielten eine Bronzemedaille.